# 공작나비
공작나비는 네발나비과의 나비이다. 애벌레는 쐐기풀이나 맥주의 원료식물인 호프를 먹고 자란다. 고산지역에 사는 나비이다. 공작나비라는 이름은 공작의 무늬를 연상시키는 눈무늬때문에 붙여졌으며, 눈무늬로 적인 새를 위협한다. 왜냐하면 눈무늬를 보면 작은 새들의 천적인 올빼미나 뱀이 연상되기 때문이다.

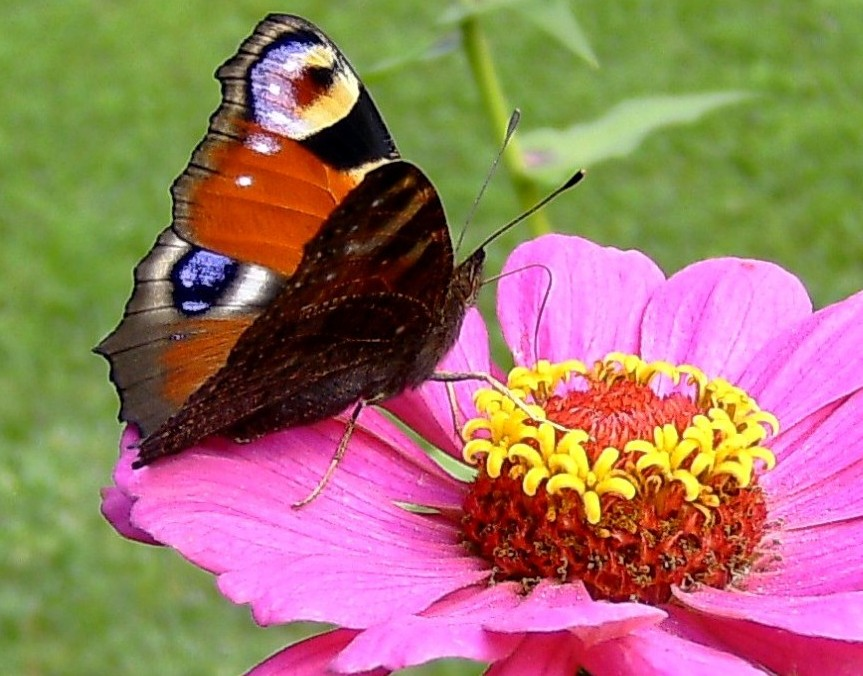
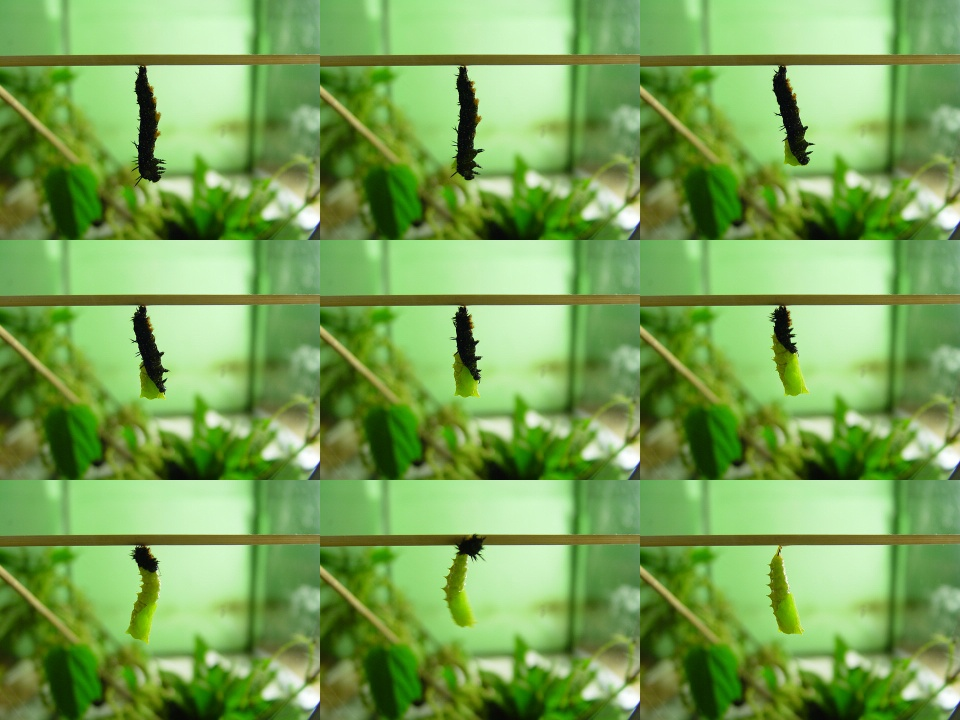
공작나비 애벌레가 번데기로 우화하는 과정
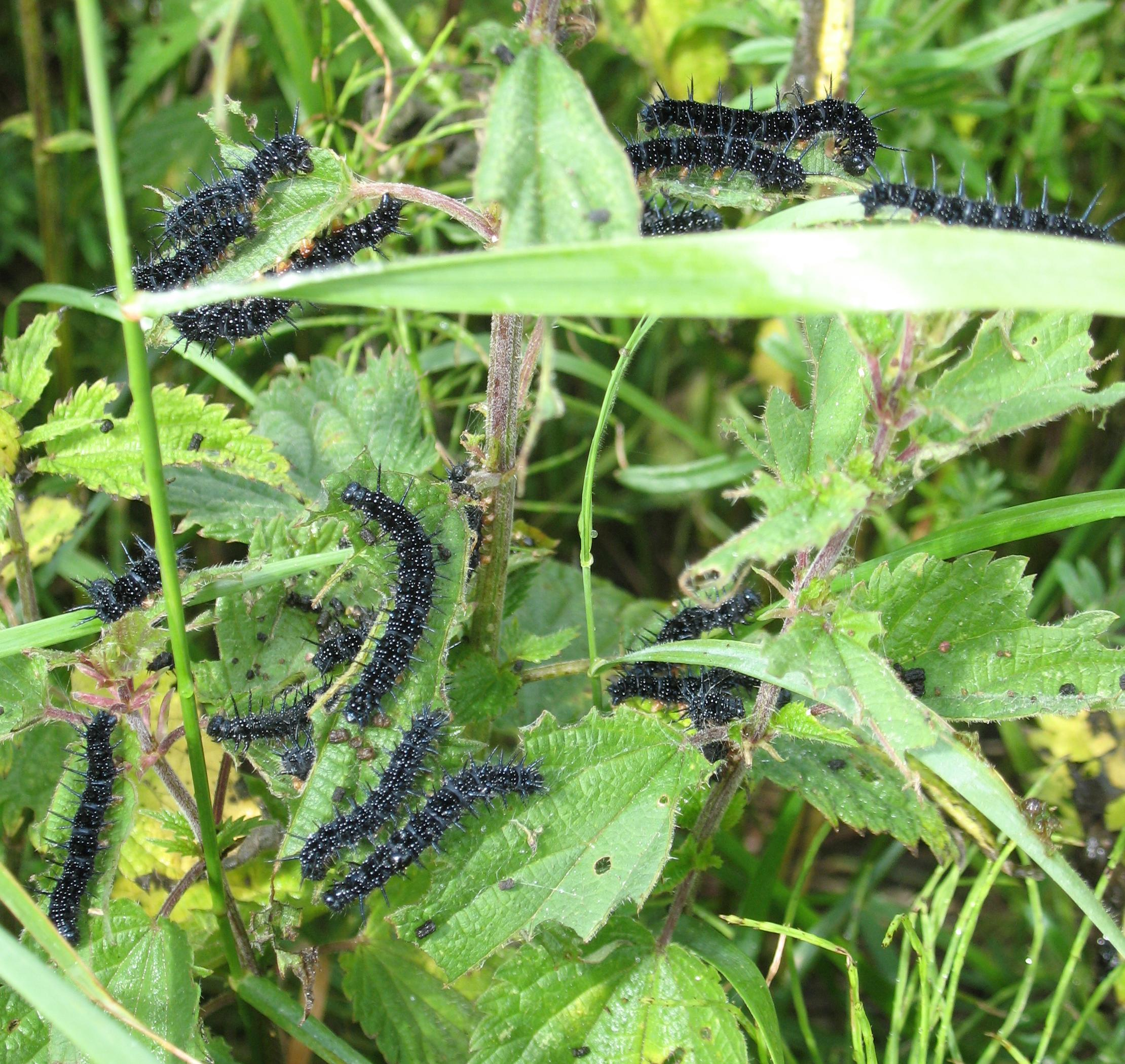